# Scale Force
Scale Force ist ein Wasserfall im Lake District, Cumbria, England. Der Wasserfall liegt im Lauf des Scale Beck an der Nordflanke einer von Starling Dodd und Red Pike gebildeten Bergkette oberhalb von Crummock Water. Scale Force gilt mit einer Gesamthöhe von 51,80 m als der höchste Wasserfall im Lake District. Das Wasser des Scale Beck fließt jedoch über mehrere Stufen, deren größte 36,60 m hoch ist und mit einer Gesamtfallhöhe von 100 m ist der Moss Force Wasserfall doppelt so hoch wie der Scale Force Wasserfall.
Der Lake Poet Samuel Taylor Coleridge beschrieb Scale Force in Briefen an Sara Hutchinson im August 1802 und hob dabei hervor, dass die Bäume, die den Wasserfall, den er als „proper Waterfall“ beschrieb, umgeben, dessen Eindruck nicht mindern, sondern im Gegenteil verstärken, da dieser, so wie die Augen eines verrückten Mannes unter dessen Haaren hervorschimmere.
Der Wasserfall lässt sich vom Ort Buttermere aus erreichen.